# تلمبه بنی اسدی
تلمبه بنی اسدی یک منطقهٔ مسکونی در ایران است که در دهستان محمدآباد (عنبرآباد) واقع شده‌است.